# Baie d'Hudson
Pour les articles homonymes, voir Baie d'Hudson (homonymie).
La baie d'Hudson (prononcé : /bɛ d‿yd.sɔn/ ; /be d‿yd.sõ/) est un espace maritime situé au Canada. L'Organisation hydrographique internationale le classe en tant que mer épicontinentale reliée  au détroit de Davis par le détroit d'Hudson. Il s'agit de l'une des plus grandes baies au monde, sa superficie étant de 822 324 km2 ; elle est entourée par le territoire du Nunavut, les provinces du Manitoba, de l'Ontario et du Québec. La partie nord de la baie est reliée au bassin de Foxe par le canal de Foxe (en) (passage du Nord-Ouest), tandis qu'au sud la baie James est un grand golfe qui prolonge la baie d'Hudson. À l'exception de quelques îlots côtiers, les îles de la baie font partie du Nunavut. Les nombreux fleuves côtiers de son vaste bassin versant, dont le fleuve Nelson et la Grande Rivière, l'alimentent suffisamment en eau douce pour réduire sa salinité en surface et pour créer un flux d'eau de la baie vers l'océan.

## Histoire

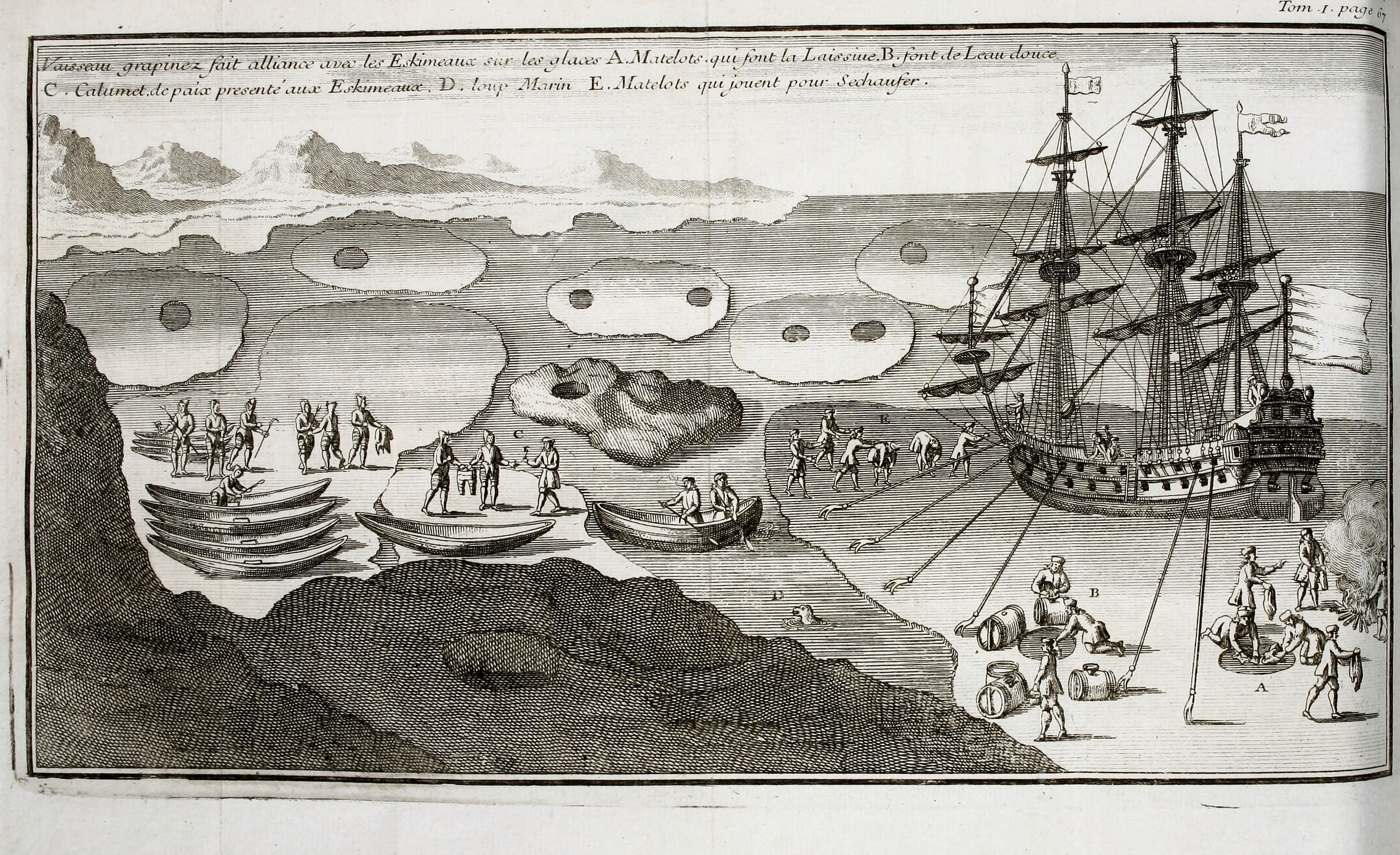
En 1697, le Pélican, vaisseau de Pierre Le Moyne d'Iberville, est pris dans les glaces de la baie d'Hudson. L'expédition rencontre des Eskimeaux (sic) en canots (selon l'inscription de l'illustration).

Cette baie porte le nom de l'explorateur anglais Henry Hudson qui, en 1610, y fut pris dans les glaces avec son bateau. Médard Chouart des Groseilliers et Pierre-Esprit Radisson ont déclaré être allés à la baie d'Hudson par voie terrestre en 1659, mais les historiens doutent fortement de ce fait, leurs voyages chez les Algonquins ou Anishnabés du lac Supérieur leur ayant donné des informations au sujet de cette grande étendue d'eau salée qu'ils appellent mer du Nord ou grande Baie du Nord. En 1668, à la tête de la première expédition de la toute nouvelle Compagnie de la Baie d'Hudson qu'ils avaient aidé à fonder, ils y entrèrent finalement.
La baie d'Hudson est ensuite historiquement indissociable de la lutte franco-anglaise pour l'Amérique du Nord aux XVIIe et XVIIIe siècles. En effet, elle donnait accès aux vastes territoires de traite des fourrures dont chaque pays voulait obtenir l'exclusivité. Les Français, établis dans la vallée du Saint-Laurent (Nouvelle-France), envoyèrent plusieurs expéditions pour déloger les postes de traite que les Anglais y avaient érigés sous l'égide de la Compagnie de la Baie d'Hudson. En 1697, le capitaine Pierre Le Moyne d'Iberville défera ainsi trois navires de la Royal Navy dans la bataille de la Baie d’Hudson, la plus importante bataille navale de l’Arctique nord-américain et capturera le Quartier général anglais de York Factory.
Les Anglais firent de même avec les postes français. Le tout ne fut réglé qu'après la confirmation de la propriété de ce territoire à la Grande-Bretagne en 1713 par les Traités d'Utrecht.

## Géographie

### Localisation
L'Organisation Hydrographique Internationale définit les limites de la baie d'Hudson de la façon suivante : 
- Au Nord: Une ligne depuis la pointe Nuvuk (îles Nuvuk) (62° 21′ 13″ N, 78° 06′ 38″ O) jusqu'à la pointe Leyson (63° 27′ 08″ N, 80° 56′ 08″ O), l'extrémité sud-est de l'île Southampton, le long des rivages méridionaux et occidentaux de l'île Southampton jusqu'à son extrémité septentrionale, et de là une ligne rejoignant Beach Point (66° 01′ 57″ N, 85° 57′ 34″ O) sur la terre ferme.

### Caractéristiques
Située entièrement au Canada, la baie d'Hudson mesure environ 971 km de large et 1 368 km du nord au sud mais son bassin est peu profond : sa profondeur moyenne est de 125 m, mais elle est inférieure à 80 m jusqu'à 100 km de la côte. La baie James est incorporée dans la baie d'Hudson et en forme la partie la plus méridionale. Le fond est généralement peu accidenté avec seulement quelques dépressions et des bancs peu profonds. La raison est qu'elle a été formée lors de la dernière glaciation par rabotage du bouclier canadien précambrien par les glaciers. Son plancher peu profond étant d'origine continentale, la baie constitue ainsi une mer épicontinentale mais peu connectée aux autres bassins.
En observant bien la forme de la baie, on peut remarquer que la côte est de la baie d'Hudson comporte un demi-cercle dont le centre est situé au nord des îles Belcher. Bien qu'aucune preuve ne l'étaie, une hypothèse avancée est que cette forme cintrée, nommée Nastapoka, indiquerait la présence de l'un des plus grands cratères d'impact météoritiques du monde avec un diamètre de 456 km et âgé d'environ 2 milliards d'années,. Parmi les principaux caps créés par cette formation, on retrouve la pointe Louis-XIV, le cap Dufferin et le cap Henrietta Maria.
L'afflux des eaux des îles arctiques au nord de la baie et des eaux douces provenant de nombreux fleuves dont le Churchill et le Nelson, maintient dans la baie un niveau plus élevé que le niveau moyen des mers. Ses eaux se déversent donc vers l'océan Atlantique par le détroit d'Hudson. En raison de ce resserrement et de la taille exceptionnelle de la baie, la masse d'eau peut en faire plusieurs fois le tour avant de sortir.

### Englacement et navigation

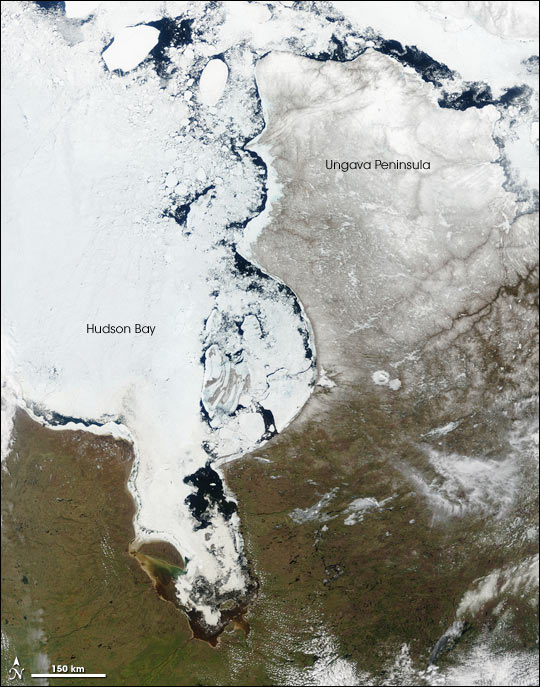
Parties centre et Est de la baie d'Hudson encore prise dans les glaces le 21 mai 2005.

L'englacement débute en octobre et persiste jusqu'en juin bien que des ouvertures se forment dans la glace, même au plus froid de l'hiver, sous l'action du vent. Le contraste entre ces eaux exposées à l'air libre dont la température est d'environ −2 °C et l'air ambiant beaucoup plus froid génère en aval des ouvertures, des chutes de neige importantes mais très localisées.
Après la fonte des glaces, un trafic maritime limité s'installe. En plus des kayaks inuits, des canots amérindiens, des hors-bords et caboteurs en tous genres, des navires de la Garde côtière canadienne ouvrent des chenaux dans la glace et ravitaillent les villages côtiers. Quelques navires de haute mer font également escale à Churchill (Manitoba) pour le transport du blé venant des Prairies.

## Géologie
La baie est située près du centre d'une anomalie gravimétrique, qui a été cartographiée en détail par la mission GRACE.
Le 25 septembre 2008, on annonce qu'un étudiant au doctorat en géologie de l'Université McGill de Montréal, Jonathan O'Neil, a trouvé les roches les plus anciennes au monde sur la côte est de la baie d'Hudson, à quarante kilomètres au sud de Inukjuak, sur la péninsule d'Ungava. Vieilles de 4,3 milliards d'années, elles battent de 300 millions d'années leurs plus proches concurrentes, des roches trouvées près du Grand Lac des Esclaves dans les Territoires du nord-ouest, au Canada,. Les résultats des analyses par cet étudiant du contenu en néodyme-142 furent publiés dans la revue Science,.

## Faune
- Les espèces les plus abondantes de poissons sont l'omble chevalier, le capelan, la morue polaire, l'ogac, les chabots et les lompénies.

- Les mammifères marins y sont en grand nombre : près de 57 000 bélugas passent l'été le long de la côte ouest de la baie. Les groupes de l'estuaire du fleuve Nelson sont probablement les plus importants au monde. On y trouve aussi plusieurs espèces de phoques : annelé, gris, du Groenland, commun, des épaulards, des baleines boréales, des narvals[15], des morses[16] et des dauphins.

- Près de la ville de Churchill, les ours polaires passent la saison estivale à hiberner à l'inverse des autres ours, et mettre bas leurs petits. D'ailleurs le dépotoir est un lieu de rendez-vous à l'automne lors du retour vers la baie, en attendant que la glace soit assez solide pour les supporter. Ils essaient ainsi de trouver un peu de nourriture après six mois de jeûne avant de pouvoir chasser leur proie favorite : le phoque. Ceci cause des problèmes de relations humain-ours.

- Les battures et les marais de la baie d'Hudson sont fréquentés par quelques-unes des plus importantes populations au monde d'oiseaux de rivage. Y nichent en particulier les très célèbres bernaches du Canada, qu'on appelle outardes au Québec, et l'une des plus importantes populations au monde de faucons pèlerins nicheurs. On retrouve près de 200 espèces d’oiseaux aux abords de la baie d’Hudson[17].

## Flore
Les terres riveraines de la baie couvrent 324 000 km2; elles sont relativement plates et couvertes de marécages acides. La baie d'Hudson se situe en général au nord de la limite des arbres. La végétation dans le sud est de type muskeg (fondrière de mousse), un mélange de tourbe et de lichens avec quelques arbres ici et là (saules nains). Les Amérindiens Cris la nomment d'ailleurs Wiinipekw, « Eau vaseuse », le même nom que pour le lac Winnipeg. En allant vers le nord de la baie on rencontre la toundra et le pergélisol car la température y est la majeure partie de l'année bien en dessous du point de congélation de l'eau.
Les plaines hudsonniennes, aussi appelées taïga du Sud de la Baie d'Hudson sont constituées de trois sous-écorégions :
- Les basses terres des côtes de la baie d’Hudson ;
- Les basses terres de la baie d’Hudson ;
- Les basses terres de la baie James.

Les deux premières sont situées au Manitoba et en Ontario. La troisième est située au Manitoba, en Ontario et au Québec. Ces plaines s’étendent le long du littoral entre Churchill au Manitoba et Fort Rupert au Québec sur une distance approximative de 1 300 km et entrent dans les terres sur une distance approximative de 200 à 300 km et suivant un contour inégal, allant jusqu’à Gillam (Manitoba) et près de Kapuskasing en Ontario.

## Littérature
La baie d'Hudson et l'histoire de la Compagnie de la baie d'Hudson sont décrites dans un roman de Jules Verne, Le Pays des fourrures, paru en 1873.